# Петраљица
Петраљица (мкд. Петралица) је насеље у Северној Македонији, у североисточном делу државе. Петраљица је у оквиру општине Ранковце.

## Географија
Петраљица је смештена у североисточном делу Северне Македоније. Од најближег града, Куманова, село је удаљено 40 km источно. Село Петраљица се налази у историјској области Славиште. Насеље је положено на јужним падинама планине Герман, на приближно 760 метара надморске висине. Месна клима је планинска због знатне надморске висине.

## Становништво
Петраљица је према последњем попису из 2002. године имала 669 становника. Од тога огромну већину чине етнички Македонци (100%). Претежна вероисповест месног становништва је православље.

## Погинули у Петраљици
- Богдан Југовић Хајнц
- Бранивоје Јовановић - Брана
- Новица Леовац
- Петар Попташковић